# جومبر ایزوریا
جومبر ایزوریا(به گرجی: ჯუმბერ იზორია)(زاده ۲۲ مارس ۱۹۶۶) سیاستمدار گرجی است که در سال ۲۰۱۹ از حزب رؤیای گرجستان به عنوان نماینده نهمین دوره وارد مجلس گرجستان شد. وی فارغ‌التحصیل رشته مکانیزاسیون فرایندهای تولید محصولات کشاورزی است. او پیش از ورود به مجلس در وزارت دارایی و وزارت کشور مسئولیت‌هایی داشته‌است.